# Allocosa karissimbica
Allocosa karissimbica là một loài nhện trong họ wolfspinnen (Lycosidae).
Loài này thuộc chi Allocosa. Allocosa karissimbica được Embrik Strand miêu tả năm 1913.